# Elyra eugenes
Elyra eugenes là một loài bướm đêm trong họ Noctuidae.